# Juicio Atlético, Banco y Olimpo (ABO)
Atlético, Banco y Olimpo (ABO) es el juicio, iniciado el 24 de noviembre de 2009, en el que se juzgó por delitos de lesa humanidad a 15 exmilitares cometidos en los tres centros clandestinos de detención (CCD) dependientes del I Cuerpo del Ejército Argentino, pero que funcionaron de manera sucesiva, como un verdadero circuito represivo.

## Centros clandestinos de detención
El CCD conocido como «El Atlético» era un predio perteneciente a la Policía Federal ubicado entre Paseo Colón, San Juan, Cochabamba y Azopardo de la ciudad de Buenos Aires. Ese lugar funcionó desde mediados 1976 hasta diciembre de 1977, cuando debió ser demolido por el trazado de la autopista Richieri.
Los detenidos fueron entonces trasladados a la Provincia de Buenos Aires, a «El Banco», un predio de la Policía bonaerense ubicado en cercanías de la intersección de autopista Ricchieri y Camino de Cintura, Puente 12, La Matanza. El lugar funcionó como CCD desde fines de 1977 hasta mediados 1978 mientras se acondicionaba «El Olimpo».
«El Olimpo», también perteneciente a la Policía Federal, funcionó desde 16 de agosto de 1978, con el traslado de numerosos detenidos desde “El Banco”, manteniéndose activo hasta inicios de 1979 año en el que fue desmantelado. Este CCD estaba ubicado en la intersección de las calles Lacarra y Ramón L. Falcón, en el barrio porteño de Floresta.

## Delitos investigados
Los delitos que se investigan en esta causa son las privaciones ilegales de la libertad agravadas y tormentos agravados de 181 víctimas.
Se trata de personas que han sido secuestradas y remitidas a algunos de estos tres CCD donde estuvieron ilegalmente privadas de su libertad y sufrieron todo tipo de tormentos, entre los años 1976-79. Este circuito represivo se encontraba bajo el control operacional del Ejército. Al día de hoy se desconoce el destino final de la gran mayoría de las víctimas, mientras que en el caso de 5 de ellas sus cuerpos han sido hallados.

## Imputados
Llegan a juicio oral los siguientes implicados:
- Juan Carlos Avena, (a) “Capitán Centeno”, ex adjuntor principal del Servicio Penitenciario Federal (SPF), integrante del grupo de tareas que operó en los centros clandestinos El Banco y Olimpo. Se encuentra detenido en el Instituto de detención de la Capital Federal, conocido como “la cárcel de Devoto” dependiente del SPF.

- Guillermo Víctor Cardozo, (a) “Cortez”, miembro de la Gendarmería Nacional, también integró el grupo de tareas que operó en los centros clandestinos El Banco y Olimpo. Se encuentra detenido en Complejo Penitenciario II de Marcos Paz, dependiente del SPF.

- Enrique José Del Pino, teniente coronel retirado del Ejército, se desempeñó como jefe del grupo de tareas que operó en los centros clandestinos El Banco y El Olimpo. Se encuentra procesado en otras varias causas que tramitan en la Capital Federal. Espera el juicio detenido en el Instituto Penal de las Fuerzas Armadas de Campo de Mayo, una dependencia del Ejército que se encuentra bajo la órbita del SPF.

- Luis Juan Donocik, (a) “Polaco chico”, mientras integró el grupo de represores que operó en todo el circuito clandestino de los tres centros clandestinos, Atlético, El Banco y Olimpo. Ex comisario de la Policía Federal, se encuentra detenido en el Instituto de detención de la Capital Federal.

- Juan Carlos Falcón, (a) “Kung Fu”, por su costumbre de golpear a los detenidos con tomas de ese arte marcial, exoficial de la Policía Federal, integrante del grupo de tareas que tuvo a su cargo la represión en los centros clandestinos Atlético, El Banco y Olimpo.

- Raúl González, (a) “el Negro”, se trata de otro comisario de la Policía Federal que también operó en los tres centros clandestinos que componen este circuito represivo. Está detenido en el Complejo Penitenciario II de Marcos Paz.

- Raúl Antonio Guglielminetti, (a) “Mayor Guastavino”, se desempeñó como Personal Civil de Inteligencia del Ejército en el centro clandestino Olimpo. Se lo recuerda como un ser siniestro, y como custodio del expresidente Raúl Alfonsín. Estuvo prófugo de la justicia hasta agosto de 2006, hoy está detenido en Marcos Paz. Se encuentra imputado también por la causa que investiga los crímenes cometidos en el centro clandestino conocido como Automotores Orletti.

- Eduardo Kalinek, (a) “Dr. K”, otro de los miembros del grupo de tareas que operó en los tres centros clandestinos. Ex comisario de la Policía Federal, se encuentra detenido en el Instituto de detención de la Capital Federal.

- Samuel Miara, (a) “Cobani” (Buenos Aires, 1944),[4] fue jefe de guardia de los tres centros clandestinos que componen este circuito clandestino. Combinó su rol de represor con el de apropiador, y se encuentra imputado en la causa que investiga la apropiación y sustracción de identidad de los mellizos Reggiardo Tolosa. Se encuentra detenido en el Complejo Penitenciario I de Ezeiza, dependiente del SPF.

- Eugenio Pereyra Apestegui, (a) "Quintana", se trata de otro exmiembro de Gendarmería. Fue guardia de los centros clandestinos El Banco y Olimpo. Se encuentra detenido en Marcos Paz.

- Oscar Augusto Isidro Rolón, (a) “Soler”, ex suboficial de la Policía Federal, integrante del grupo de tareas que operó en los tres centros clandestinos. También está detenido en Marcos Paz.

- Roberto Antonio Rosa, (a) “Clavel”, ex comisario de la Policía Federal que también operó en los tres centros clandestinos que componen este circuito represivo. Está detenido en el Complejo Penitenciario I de Ezeiza.

- Julio Héctor Simón, (a) “el turco Julián”, es recordado como el torturador más salvaje y perverso de este circuito clandestino. Es una de las caras más visibles de la represión, y hasta se mostró en la televisión de los años noventa. Simón enfrenta su tercer juicio oral. Fue el primer represor en ser condenado desde la reapertura de las causas penales por estos crímenes, por la privación ilegal de la libertad del matrimonio de Gertrudis Hlaczik y José Poblete, y por la sustracción de la hija de ambos, Claudia Victoria. Obtuvo una segunda condena en 2007, en la causa conocida Batallón 601, en la que se juzgó a la cúpula de esta dependencia de inteligencia del Ejército. Se encuentra detenido en Marcos Paz.

- Ricardo Taddei, (a) el “Cura” o el “Padre”, integró la patota del grupo de tareas, y operó en todo el circuito represivo. Estuvo prófugo de la justicia hasta febrero de 2006, cuando fue detenido en un departamento en Madrid. Su extradición fue aprobada por la justicia española el 28 de marzo de 2007. Hoy, este oficial de la Policía Federal espera el juicio detenido en Marcos Paz.

- Eufemio Jorge Uballes, (a) “Anteojito”, ex subcomisario que integró el grupo de tareas del circuito Atlético-Banco-Olimpo. Se encontraba detenido en la provincia de Salta, pero durante el transcurso del juicio será alojado en el Complejo Penitenciario de Ezeiza.

## Víctimas
ACOSTA, Osvaldo, AGUIAR ARÉVALO, Alejandro Francisco, AGUIAR DE LAPACÓ, Carmen, ALEGRE, Gabriel, ALLEGA, Jorge Alberto, ALLEGA, Luis Federico, ALMEIDA, Rufino Jorge, ALONSO, Osvaldo Manuel, ÁLVARO, Alberto Rubén, ARCONDO DE TELLO, Mariana Patricia, ARMELÍN, Juana María, ARRASTÍA MENDOZA, Ana María, ARTERO DE JURKIEWICZ, María del Carmen Judit, BARRACOSA DE MIGLIARI, Haydee Marta, BARRERA Y FERRANDO, Delia, BARRET VIEDMA, Alberto Próspero, BASILE, Enrique Luis, BECHIS, Marco, BELÁUSTEGUI HERRERA, José Rafael, BELLOCCHIO, Irene Inés, BENÍTEZ, Miguel Ángel, BERNAL, Nora Beatriz, BERNAL, Patricia, BLANCO, Gustavo Raúl, BOFFI CORREBO, María Isabel, BRAIZA, Jorge Alberto, BRULL DE GUILLÉN, Mónica Evelina, BUTTI ARANA, Miguel Ángel, CABRERA CEROCHI, Guillermo Daniel, CÁCERES, Hebe Margarita, CANTERO FREIRE, Edison Oscar, CANTIS, Silvia Liliana, CAREAGA, Ana María, CARIDE, Susana Leonor, CARIO DE MARZUELO, Elena Mirta, CARREÑO ARAYA, Cristina Magdalena, CASALLI URRUTIA, Jorge César, CASTAÑO, Eduardo Raúl, CERRUTI, Isabel Teresa, CETRÁNGOLO, Sergio Víctor, CHAVARINO CORTÉS, Gustavo Adolfo, CID DE LA PAZ, Horacio, COPETTI DE ULIBARRI, Susana Ivonne, CÓRDOBA, Mónica Marisa, CÓRDOBA, Rubén Orlando, CRESPO, Laura Lía, CUARTAS, Horacio Martín, CUELLAR, Carlos Rodolfo, D´AGOSTINO, Miguel Ángel, DAELLI, Marcelo, DERIA, Hernando, DÍAZ DE CÁRDENAS Fernando, DIÉGUEZ, Susana Isabel, DINELLA, Daniel Alberto, ELICABE URRIOL, Oscar Alberto, ESTÉVEZ, Claudia Graciela, FALCONE, Jorge Ademar, FERNÁNDEZ BLANCO, Isabel Mercedes, FERNÁNDEZ PEREYRA, Juan Carlos, FERNÁNDEZ, Daniel Eduardo, FERNÁNDEZ, Porfirio, FERRARO, Adolfo, FONTANA, Liliana Clelia, FONTANELLA, Adolfo Nelson, FRAIRE LAPORTE, Gustavo, FUNES DE PEIDRÓ, Gabriela Beatriz, GAJNAJ, León, GAJNAJ, Salomón, GHEZÁN, Enrique Carlos, GIGANTI, María Rosa Gabriela, GIORGI, Alfredo Antonio, GIOVANNONI, Roxana Verónica, GOIZUETA, Franklin Lucio, GONZÁLEZ DE WEISZ, Susana Mónica, GONZÁLEZ, Mirta, GORFINKEL, Jorge Israel, GRANOVSKY, Félix, GROBA, Gustavo Alberto, GUAGNINI, Luis Rodolfo, GUARINO, Juan Carlos, GUILLÉN, Juan Agustín, HERMAN, Juan Marcos, HLACZICK DE POBLETE, Gertrudis Marta, ISRAEL, Teresa Alicia, LA VALLE, Juan Francisco, LAPACÓ, Alejandra, LAREU, Electra Irene, LAREU, Julio Eduardo, LARRUBIA, Susana Alicia, LETO, Norma Teresa, LEVENSTEIN DE GAJNAJ, Lisa, LEWI, Jorge Claudio, LEZCANO, Marcos Jorge, LOMBARDO, Elsa Ramona, LOZANO, Nélida Isabel, MACHADO, Lea, MAERO, Mabel Verónica, MARANDET DE RUIBAL, Adriana, MARONI, Juan Patricio, MARONI, María Beatriz, MARQUAT DE BASILE, Ada Cristina, MARTENS DE GRANOVSKY, Elsa, MARTÍNEZ, Eduardo Alberto, MARTINO, Donato, MATEU GALLARDO, Abel Héctor, MAZUELO, Carlos Gustavo, MÉNDEZ DE FALCONE, Nelva Alicia, MERIALDO, Aldo Daniel, MEROLA, Hugo Alberto, MIGLIARI, Antonio Atilio, MINER, Gabriel, MINERVINI, Cecilia Laura, MOLLER, Guillermo Marcelo, MONTEQUÍN, Mariano Carlos, MORCILLO DE MOPARDO, María Alicia, MORCILLO, Pablo, MOYA, Ricardo Alfredo, MUCCIOLO, Irene Nélida, MUÑOZ, Marta Susana, NICOLÍA, Graciela, NIESICH, Irma, NOCERA, Sergio Enrique, OLIVERA CANCELA, Raúl Pedro, ORAZI, Nilda Haydée, OVEJERO David José Evaristo ,PAGÉS LARRAYA, Guillermo, PALADINO, Jorge Osvaldo, PAVICH, Pablo, PEIDRÓ, Ricardo Hugo, PEÑA, Isidoro Oscar, PEÑA, Jesús Pedro, PEREIRO DE GONZÁLEZ, Stella Maris, PEREYRA, Claudia Leonor, PIFARETTI, Ana María, PINA, Alejandro Víctor, PISONI, Rolando Víctor, POBLETE, José Liborio, POCE, Ricardo César, PRIGIONE, Armando Ángel, PRIGIONE, Juan Héctor, PUERTO DE RISSO Norma Lidia, RAMÍREZ, Roberto Omar, RAMOS, Daniel Carlos Diego, REARTE, Julio Fernando, REARTES, Ángel, RENGEL PONCE, Gilberto, RETAMAR, Héctor Daniel, REYES, María del Carmen, REZZANO DE TELLO, María del Carmen, RIEZNIK, Pablo, RINCÓN, Carlos Alberto, RISSO, Daniel Jorge, ROBASTO, Jorge Enrique, ROMERO, Mario Osvaldo, SAAVEDRA, José Alberto, SACOLAZKY, Rebeca, SALAS DE ROMERO, Dora del Carmen, SALAZAR, Rubén Omar, SCUTARI BELLICCI, Hugo Alberto, SENRA, Marcelo Walterio, SEOANE, Juan Carlos, SERRA SILVERA, Helios, SMOLI DE BASILE, Emilia, SONDER DE LEWI, Ana María, SQUERRI, Carlos Alberto, STREMIZ, Susana, TAGLIONI, Jorge Augusto, TARTAGLIA, Lucinda Rosalía Victoria, TELLO, Pablo Daniel, TELLO, Rafael Arnaldo, TILGER, Marta Elvira, TOCCO, José Daniel, TORNAY NIGRO, Jorge Alberto, TORRES, Luis Gerardo, TOSCANO, Jorge Daniel, TRAJTEMBERG, Mirta Edith, TRILLO DE BRAIZA, Adriana Claudia, TROITERO, Alfredo Amílcar, TROTTA, Graciela Irma, ULIBARRI, Fernando José Ángel, VACCARO DE DERIA, Marta Inés, VALOY DE GUAGNINI, María Isabel, VANRELL, Pedro Miguel Antonio, VARELA DE GUARINO, María Elena, VÁZQUEZ, Daniel David, VILLANI, Mario César, VILLANUEVA, Santiago, WEISZ, Marcelo, ZABALA RODRÍGUEZ, Julia Elena, ZALDARRIAGA, Roberto Alejandro, ZECCA, Edgardo Gastón, ZEITLIN, Edith.

## Condenas
El 22 de marzo de 2011, el Tribunal Oral en lo Criminal Federal Nº 2 de la Ciudad Autónoma de Buenos Aires, condenó:
- Juan Carlos Avena, a prisión perpetua e inhabilitación absoluta y perpetua por homicidio calificado por su comisión con alevosía y con el concurso premeditado, privación ilegítima de la libertad agravada por haber sido cometida por funcionario público con abuso de sus funciones e imposición de tormentos.

- Guillermo Víctor Cardozo, a prisión perpetua e inhabilitación absoluta y perpetua por homicidio calificado por su comisión con alevosía y con el concurso premeditado, privación ilegítima de la libertad agravada por haber sido cometida por funcionario público con abuso de sus funciones e imposición de tormentos.

- Enrique José Del Pino,  a prisión perpetua e inhabilitación absoluta y perpetua por homicidio calificado por su comisión con alevosía y con el concurso premeditado, privación ilegítima de la libertad agravada por haber sido cometida por funcionario público con abuso de sus funciones e imposición de tormentos.

- Luis Juan Donocik, a prisión perpetua e inhabilitación absoluta y perpetua por homicidio calificado por su comisión con alevosía y con el concurso premeditado, privación ilegítima de la libertad agravada por haber sido cometida por funcionario público con abuso de sus funciones e imposición de tormentos.

- Raúl González, a prisión perpetua e inhabilitación absoluta y perpetua por homicidio calificado por su comisión con alevosía y con el concurso premeditado, privación ilegítima de la libertad agravada por haber sido cometida por funcionario público con abuso de sus funciones e imposición de tormentos.

- Raúl Antonio Guglielminetti, a 25 años de prisión e inhabilitación absoluta y perpetua por privación ilegítima de la libertad agravada por haber sido cometida por funcionario público con abuso de sus funciones e imposición de tormentos.

- Eduardo Kalinek, a prisión perpetua e inhabilitación absoluta y perpetua por homicidio calificado por su comisión con alevosía y con el concurso premeditado, privación ilegítima de la libertad agravada por haber sido cometida por funcionario público con abuso de sus funciones e imposición de tormentos.

- Samuel Miara, a prisión perpetua e inhabilitación absoluta y perpetua por homicidio calificado por su comisión con alevosía y con el concurso premeditado, privación ilegítima de la libertad agravada por haber sido cometida por funcionario público con abuso de sus funciones e imposición de tormentos.

- Eugenio Pereyra Apestegui, a prisión perpetua e inhabilitación absoluta y perpetua por homicidio calificado por su comisión con alevosía y con el concurso premeditado, privación ilegítima de la libertad agravada por haber sido cometida por funcionario público con abuso de sus funciones e imposición de tormentos.

- Oscar Augusto Isidro Rolón, a prisión perpetua e inhabilitación absoluta y perpetua por homicidio calificado por su comisión con alevosía y con el concurso premeditado, privación ilegítima de la libertad agravada por haber sido cometida por funcionario público con abuso de sus funciones e imposición de tormentos.

- Roberto Antonio Rosa, a prisión perpetua e inhabilitación absoluta y perpetua por homicidio calificado por su comisión con alevosía y con el concurso premeditado, privación ilegítima de la libertad agravada por haber sido cometida por funcionario público con abuso de sus funciones e imposición de tormentos.

- Julio Simón|Julio Héctor Simón, a prisión perpetua e inhabilitación absoluta y perpetua por homicidio calificado por su comisión con alevosía y con el concurso premeditado, privación ilegítima de la libertad agravada por haber sido cometida por funcionario público con abuso de sus funciones e imposición de tormentos.

- Ricardo Taddei, a 25 años de prisión e inhabilitación absoluta y perpetua por homicidio calificado por su comisión con alevosía y con el concurso premeditado, privación ilegítima de la libertad agravada por haber sido cometida por funcionario público con abuso de sus funciones e imposición de tormentos.

- Eufemio Jorge Uballes, a prisión perpetua e inhabilitación absoluta y perpetua por homicidio calificado por su comisión con alevosía y con el concurso premeditado, privación ilegítima de la libertad agravada por haber sido cometida por funcionario público con abuso de sus funciones e imposición de tormentos.

Y absolvió a Juan Carlos Falcón.